# Abadía de Crowland
La Abadía de Crowland (también deletreado Croyland, latín: Croilandia) es una iglesia parroquial de la Iglesia de Inglaterra, anteriormente parte de una iglesia de la abadía benedictina, en Crowland en el condado inglés de Lincolnshire. Es un monumento clasificado de Grado I.

## Historia
Un monje llamado Guthlac llegó a lo que entonces era una isla en los pantanos para vivir la vida de un ermitaño, y vivió en Croyland entre 699 y 714. Siguiendo los pasos de Guthlac, en el lugar nació una comunidad monástica en el siglo VIII. La abadía de Croyland estaba dedicada a Santa María, San Bartolomé y San Guthlac. Durante el tercer cuarto del siglo X, Crowland pasó a manos del noble Turketul, pariente de Osketel, arzobispo de York. Turketul, un clérigo, se convirtió en abad allí y dotó a la abadía de muchas propiedades. Se cree que, por esta época, Crowland adoptó la regla benedictina. En el siglo XI, Hereward el Proscrito era inquilino de la abadía.
La abadía se disolvió en 1539. Los edificios monásticos, incluido el presbiterio, el transepto y el crucero de la iglesia, parecen haber sido demolidos con bastante rapidez, pero la nave y los pasillos se habían utilizado como iglesia parroquial y continuaron en esa función.
Durante la revolución inglesa, los restos de la abadía fueron fortificados y guarnecidos por realistas en 1642 bajo el mando del gobernador Thomas Stiles. Después de un breve asedio, fue tomada por las fuerzas parlamentarias bajo el mando de Oliver Cromwell en mayo de 1643. y esto parece haber sido cuando se produjeron graves daños a la estructura de la abadía. El techo de la nave cayó en 1720 y el muro principal sur fue derribado en 1744. La nave norte de la nave fue rehabilitada y sigue en uso como iglesia parroquial.
Crowland es bien conocido por los historiadores como el probable hogar de la Crónica de Croyland de Pseudo-Ingulf, iniciada por uno de sus monjes y continuada por varias otras manos.
La iglesia contiene un cráneo que se identifica como el cráneo del abad Theodore del siglo IX, quien fue asesinado en el altar por los vikingos. La reliquia solía estar a la vista del público hasta que fue robada de su vitrina en 1982. El cráneo fue devuelto de forma anónima en 1999.
John Clare escribió un soneto titulado 'Crowland Abbey', que se publicó por primera vez en The Literary Souvenir de 1828 y se reimprimió en su último libro, The Rural Muse en 1835.

## Arqueología
Un equipo de estudiantes de las universidades de Newcastle y Sheffield trabajaron en Anchor Church Field en Crowland durante varias semanas en 2021 y descubrieron algunos hallazgos interesantes, incluido un edificio medieval de alto estatus. Anteriormente se pensaba que este edificio representaba una capilla medieval, pero las excavaciones de este año mostraron que, de hecho, es una sala medieval. Esta estructura se habría utilizado como residencia y se dividió en tres partes con una habitación auxiliar añadida en una esquina.

## Órgano
La abadía tiene un pequeño órgano de dos tubos manuales. Se puede encontrar una especificación del órgano en el Registro Nacional de Órganos de Tubos.

## Campanas
Se afirma que la abadía de Crowland fue la primera iglesia en Inglaterra, y una de las primeras en el mundo, en tener un repique afinado o repique de campanas (alrededor de 986). Según Croyland Chronicle, el abad Egelrico, que murió en 984, suministró el repique de campanas:
Hizo también dos campanas grandes, a las que llamó Bartolomé y Bettelm; también dos medianas, a las que llamó Turketul y Tatwin; y dos pequeñas, a las que dio los nombres de Pega y Bega. El señor abad Turketul había hecho previamente una campana muy grande llamada Guthlac, y cuando se tocaba con las campanas antes nombradas, se producía una armonía exquisita; ni hubo tal repique de campanas en esos días en toda Inglaterra.”
Las campanadas actuales fueron las primeras en ser transmitidas por radio inalámbrica por la BBC el 1 de noviembre de 1925. Con 90 pies, las cuerdas de "tracción" son las más largas de Inglaterra.

## Entierros
- Waltheof II, conde de Northumbria
- Santa Alfreda de Crowland

El cementerio contiene la tumba de guerra de un aviador de la Segunda Guerra Mundial.